# 프랜시스 섄드 키드
프랜시스 루스 섄드 키드(영어: Frances Ruth Shand Kydd, 1936년 1월 20일 ~ 2004년 6월 3일)는 웨일스 공비 다이애나의 어머니였다. 그녀는 웨일스 공 윌리엄과 서식스 공작 해리의 외할머니였다. 1969년 알소프 자작과의 이혼과 1997년 다이애나의 사망에 이어, 그녀가 가톨릭으로 개종한 후 그녀의 인생의 마지막 몇 년을 가톨릭 자선 사업에 바쳤다.